# 白音套海苏木
白音套海苏木，是中华人民共和国内蒙古自治区赤峰市翁牛特旗下辖的一个乡镇级行政单位。“白音”蒙古语意思即富饶，“套海”是湾子。

## 行政区划
白音套海苏木下辖以下地区：
白音套海嘎查、小农场嘎查委员会、宝泉嘎查、双河嘎查、达楞嘎查委员会、龙门花嘎查、四十八倾嘎查、敖包宝力高嘎查委员会、横道嘎查、王家湾子嘎查、高日罕嘎查、呼日黑热嘎查委员会和浩日沁塔拉嘎查委员会。